# 甘氨酰甘氨酸
甘氨酰甘氨酸是甘氨酸的二肽，化学式为C4H8N2O3。它最初于1901年由埃米尔·费歇尔和埃内斯特·富尔诺通过在盐酸中煮沸哌嗪-2,5-二酮制得。
它的毒性低，可用作生物体系的缓冲液，其pH位于2.5~3.8及7.5~8.9之间，但其溶解后仅具有一般的稳定性。